# Buenavista Río Tonto
Buenavista Río Tonto är en ort i Mexiko.   Den ligger i kommunen San Juan Bautista Tuxtepec och delstaten Oaxaca, i den sydöstra delen av landet, 300 km öster om huvudstaden Mexico City. Buenavista Río Tonto ligger 38 meter över havet och antalet invånare är 165.
Terrängen runt Buenavista Río Tonto är platt. Runt Buenavista Río Tonto är det ganska tätbefolkat, med 160 invånare per kvadratkilometer. Närmaste större samhälle är Tuxtepec, 8,0 km sydost om Buenavista Río Tonto. Omgivningarna runt Buenavista Río Tonto är en mosaik av jordbruksmark och naturlig växtlighet.